# Рожів
Ро́жів — село Макарівської селищної громади Бучанського району Київської області. Розташоване за 3 км від автомагістралі Київ — Чоп. Відстань до центру громади — 15 км, до обласного центру — 65 км. Село розкинулося на березі річки Здвиж. Найближча залізнична станція — Бородянка, за 32 км. Площа населеного пункту — 760,49 га, всього земель у межах населеного пункту — 2138,7 га, кількість дворів — 415. Кількість населення — 448 осіб. День села — 28 серпня.

## Назва
Коли у 1320 р. було розгромлено монголо-татар, люди почали заселяти спустошені землі, виникло поселення, яке належало родині Рожевських. Можливо, від цього прізвища поселення одержало назву Рожів. За іншою легендою назва села походить від квітів рожі-мальви.

## Історія населеного пункту
Рожів має дуже древню історію. Сучасне селище розташоване на місті древнього городища часів Київської Русі. Укріплені з ровами і валом городища разом з Змієвими валами століттями надійно захищали жителів навколишніх місць від нападу кочівників (печенігів, половців, хозар), загони яких були дуже мобільні, проте, легко озброєні і мали тактику швидких нападів і після заволодіння майном швидко зникали. Такі городища звичайно не могли захистити від могутньої армії монголів. Окрім того після знищення Києва монголи не терпіли будь-яких укріплених місць на підконтрольній їм території зокрема на Київщині і вимагали знищення фортець мешканцями або робили це своїми силами.
Відомо, що багато селищ по Здвижу і Тетереву в актах іменуються прикордонними з Волинню, наприклад Брусилов (досі у деяких селищах району біля річок Здвиж та Тетерів є топоніми «границя» назви яких пов'язанні, як з часами міжусобиць княжої доби, так і з модернішими часами, що походять від кордонів Польщі та Росії, які часто змінювались та не визнавались панівною елітою з обох сторін).
Першим власником Рожева, згаданим в письмових джерелах, був Федько Лоза (Лозко), з 1507 належить його синові Яцькові Лозі. Яцько Лоза на місці старого городища поставив замок.
При визначенні датування появи Рожева посилаємося на заповіт його власника Бориса Федоровича Лози 1507 року. Як свідчить документ, містечко було закладене Федьком Лозою близько 1480 року.
Галена Лозко, після смерті чоловіка Степана, в 1618 зробила з поселення місто Рожів. У міській Київській книзі від 25 серпня 1618 року записана скарга володарки Рожева, Галени Гулевич — Лозко, щодо дій полковника Яроша Суми, який під приводом підготовки походу на Москву, згідно з військовим обов'язком служби Королю, пограбував місцеві села, а 12 серпня 1618 року в неділю вимагав в управляючого Валеріана Хрушлинського, а також у міщан Рожева надати квартири, фураж і дарунки для людей його полку. Містечко було взяте штурмом. У зв'язку з цим багатьох мешканців було побито і скалічено, а деяких з мосту кидали в Здвиж. На смерть було забито жителів Федоренка, Васька, Отрешова, Рейка, Винника, двох синів Кузьміних, возного Самсона, Яна Миколаївського. У Здвижі втікаючи потонули Бєлко Павлович, Грабарів син. Були скалічені: відтяли вухо Войтові, Хорькову руку «утято», а Федька Шевця «окрутно» а Данила Макарца «шкодливо» було поранено. Осколки ядер, дрібна іржава картеч та інші військові предмети часто знаходять на глибині півтора аршина як сліди облоги Рожева.
У період козацьких воєн Рожів став сотенним містечком і входив до Білоцерківського полку. Сотником був Михайло Стародубенко (Бодянський) В ньому постійно проживало 50 козацьких сімей. Рожівці брали активну участь у гайдамацьких повстаннях, зокрема, під час гайдамацького повстання 1734 року місцеві селяни розгромили поміщицький маєток. Рожів — батьківщина гайдамацького ватажка Гапона. 1768 року під час Коліївщини тут побував полковник Іван Бондаренко.
Лаврентій Похилевич писав про село наступне:
| «Рожівське староство (тобто володіння це не приватне, а державне), що складалося, окрім міста Рожів із сіл: Ситняки, Небелиця і хуторів Комарівки, Жмурівки і Борівки, спочатку належало Києву, у першій половині XVIII століття перебувало у володінні Немирича. Привілеєм Зигмунда Августа за 1762 рік староство віддано Варфоломієві Михалівському. Рожів — містечко, яке розкинулось на лівій стороні р. Здвиж, що перетинається тут старою поштового дорогою з Києва до Житомира. Жителів проживає 1209, з яких трохи менше половини селяни. Переважна частина мешканців належить до стану міщан і однодворців. У 1789 році в Рожеві було 70 хат православних міщан і 9 хат, що належали міщанам євреям. Був замок оточений дубовим палісадом, церква, 2 млини. Церква в Рожеві згоріла від розряду блискавки у 1798 р. Є церковні нотатки про церкву яка була в Рожеві в 1600 році, проте місце де вона знаходилась невідоме, можливо там де закопані два кам'яні хрести. Церква (1864 р.) дерев'яна Благовіщення Пресв'ятої Богородиці (6-го класу будівель), збудована на місті згорілої. Міщан-християн у Рожівській громаді нараховується 360 душ., євреїв — 226, тоді як селянських душ 169; у їх володінні знаходиться 1391 десятина землі. Крім того селянин Латуйко Федот викупив для себе наділ у розмірі 21 десятини землі. Міщани сплатили в 1882 році міського податку до скарбниці 45 рублів, та інших зборів квартирних і судових 44 рублі. Римокатоликів у Рожеві 7; євреїв 1630.(дані на 1887 р.) Приватне землеволодіння в Рожеві з'явилось після 1860 року, коли із зайвих казенних земель утворені були так називані ферми, які призначені були для роздачі на пільгових підставах як заохочення для чиновників та інших державних людей. При Рожеві утворено дві ділянки: перша в одну десятину віддана безкоштовно відставному солдату Павлу Майбороді, якою і в наш час[коли?] він користується (1887 рік). Другу ділянку 107 десятин польової землі, даровано колишньому помічникові опікуна Київського навчального округу Михайлові Тулову. А так, як цієї землі було замало для відзначення його заслуг, то в сусідньому казенному селі Ситняки було для нього виділено ділянки в кількості орної землі 107 десятин з гарним маєтком, 22 десятини лісу і 2 десятини землі неорної; Дві ці ділянки надані пану Тулову за умови виплаті казні відповідної суми до 1894 року. Першу ділянку покійний Тулов сам передав міщанинові Олександру Лаврентьєву, який дав зобов'язеня внести до державної скарбниці недоплачену суму до 1894 р., по 35 рублів у рік. Іншу ділянку при Ситняках удова Тулова продала в 1877 р. дружині дійсного штатського радника Ганні Іванівні Шпаковій. Жителі Рожева, через неродючість тутешніх земель, не дуже охочі до хліборобства, і з більшою насолодою займаються різними ремеслами, а саме; лісопереробкою, виготовленням коліс, возів, реманенту тощо. Вироби свої зазвичай везуть у степові краї: Балту, Єлізаветград та Одесу. Цими ж самими ремеслами займаються і євреї вільні від торгівлі або шинкарства. Ярмарки у Рожеві не заведені тому вся внутрішня торгівля обмежується продажем предметів селянського вжитку в декількох крамницях. Наприкінці століття — було привласнено у вотчинну власність Іонінським; але після знищення Польщі, знову визнано казенним маєтком. При Рожеві є єврейська землеробська колонія, яка налічує 88 чоловіків, така ж колонія є у Ситняківській єврейській земельній громаді, що налічує 68. Жмурівкою називається передмістя містечка Рожів, що лежить вище містечка на лівому березі р. Здвиж, Жителів проживає 30." |
У 1793—1796 роках — центр Рожівського округу Київського намісництва — військово-цивільної адміністративної одиниці Російської імперії.
У 1850 р. на Рожівських землях були створені єврейська земельна колонія, швейна майстерня, промартіль, контора лісопромислу, синагога, єврейська школа. На річці Здвиж було два млини, де люди зі всієї округи мололи зерно. Також у селі діяли Рожівське кредитне товариство і прокатний пункт.
У 1900 р. рожівська єврейська громада мала 727 осіб. Тоді у Рожіві проживало 2356 мешканців, дворів було 328. Головним зайняттям населення було хліборобство та ремісництво.
Радянська влада була встановлена в 1920 р., за село вели боротьбу різні війська та отамани.
У 1922 р. була організована сільгоспартіль, у 1924 р. — створена комсомольська організація, у 1929 р. виник перший партійний осередок.
Більшість селян вела одноосібне господарство. Коли в селі почав діяти промколгосп, більша частина людей пішла працювати туди.
У 1933 р. село потерпало від голодомору, під час якого померло більше як 200 осіб.
У Рожеві діяла середня школа, в 1938 р. в ній навчалося понад 500 дітей.
Під час Німецько-радянської війни (1941—1945 рр.) 443 жителя села брали участь у боротьбі з окупантами, 187 нагороджено орденами та медалями, 256 загинуло у боях або зникли безвісти. У центрі села височить братська могила воїнів, що визволяли Рожів від німецьких загарбників. Також збудований пам'ятник Герою Радянського Союзу Гробову Анатолію Олександровичу. За самовіддану працю в колгоспі 20 рожівців нагороджені орденами та медалями.
В «Історії міст і сіл Української РСР» про Рожів початку 1970-х було подано таку інформацію:

| Рожів - село, центр сільської Ради, розташоване за 17 км від районного центру та за 32 км від залізничної станції Бородянка. Населення - 1134 чоловіка. У селі - центральна садиба колгоспу «Труд», за яким закріплено 1600 га сільськогосподарських угідь, в т. ч. 1300 га орної землі. Колгосп спеціалізується на вирощуванні зернових. Розвинуте тваринництво. Допоміжні галузі: садівництво, городництво. Є ветеринарна лікарня. У Рожеві - середня школа, клуб, бібліотека, дільнична лікарня на 25 ліжок, аптека[2]. |

## Населення

### Мова
Розподіл населення за рідною мовою за даними перепису 2001 року:
| Мова       | Кількість | Відсоток |
| ---------- | --------- | -------- |
| українська | 533       | 97.62%   |
| російська  | 13        | 2.38%    |
| Усього     | 546       | 100%     |

## Відомі люди
З Рожева вийшло багато талановитих людей, які прославили своє село:
- А. В. Лопата — генерал-полковник, начальник генерального штабу Збройних Сил України;
- Й. Д. Ремезовський — доктор історичних наук, професор Київського університету;
- М. Ю. Козицький — доктор історичних наук, професор Київського національного університету імені Тараса Шевченка;
- В. М. Хотинський — кандидат технічних наук;
- В. М. Гайдаєнко — кандидат економічних наук;
- О. О. Казаков — доцент славістичного університету;
- О. Ф. Корзуненко (Проценко) — кандидат ветеринарних наук, Національного університету біоресурсів і природокористування України.

## Сучасність
З 1999 р. сільську раду очолює Микола Васильович Чапік.
Сьогодні на території села працюють чотири магазини, кафе, приватне підприємство ДК МК «Мармур», ТОВ «Труд».
Село газифіковане, відновлено вуличне освітлення. Розпочато будівництво нової церкви та пам'ятника жертвам голодомору, також будується новий міст через річку Здвиж.

## Галерея

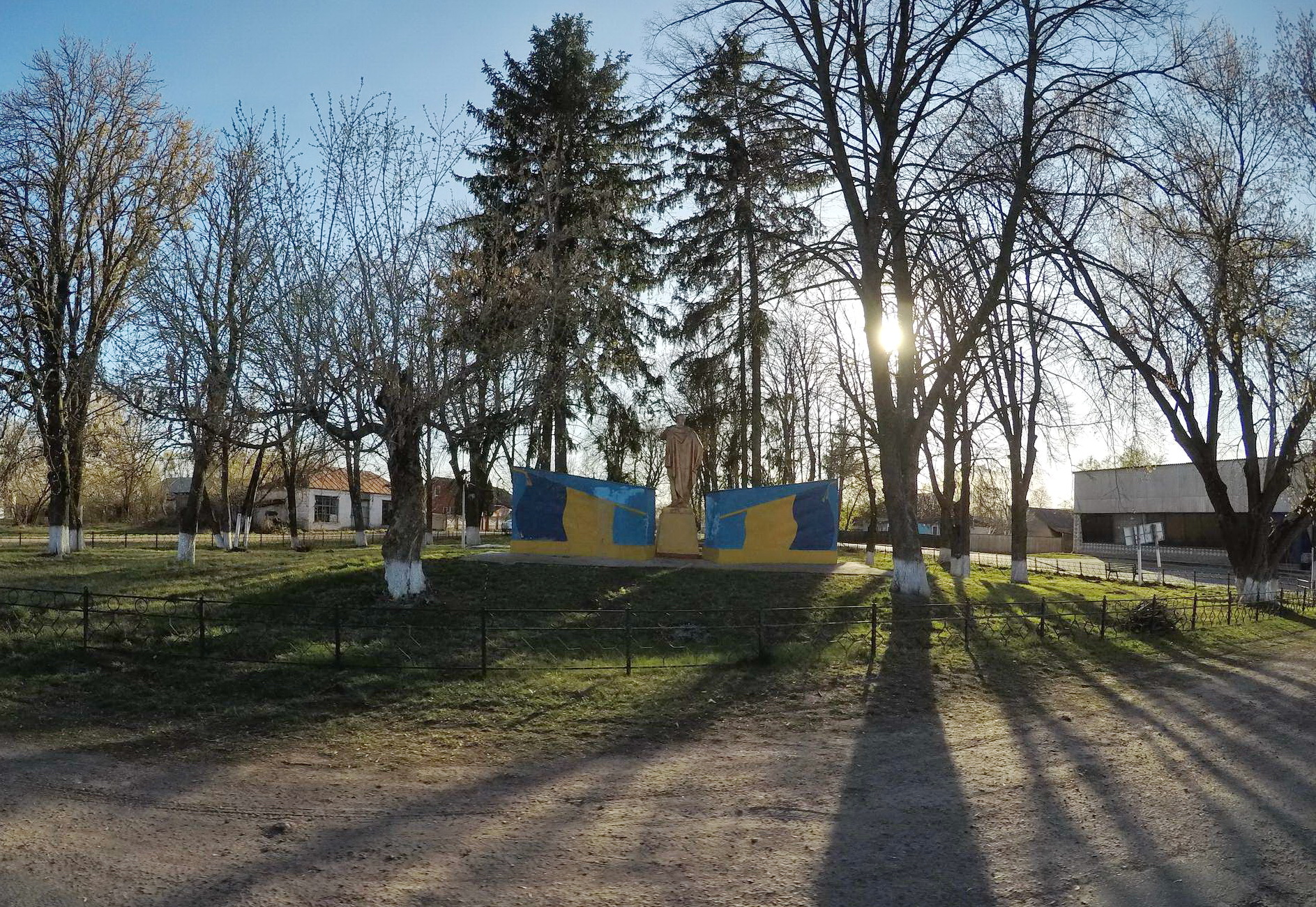
Братська могила 9 жителів села та рад. воїнів, які загинули в боях при визволенні села в листопаді 1943 р., серед яких Герой Рад. Союзу Гробов А. Р., та пам’ятник на честь 200 воїнів-односельців, що не повернулися з фронтів війни
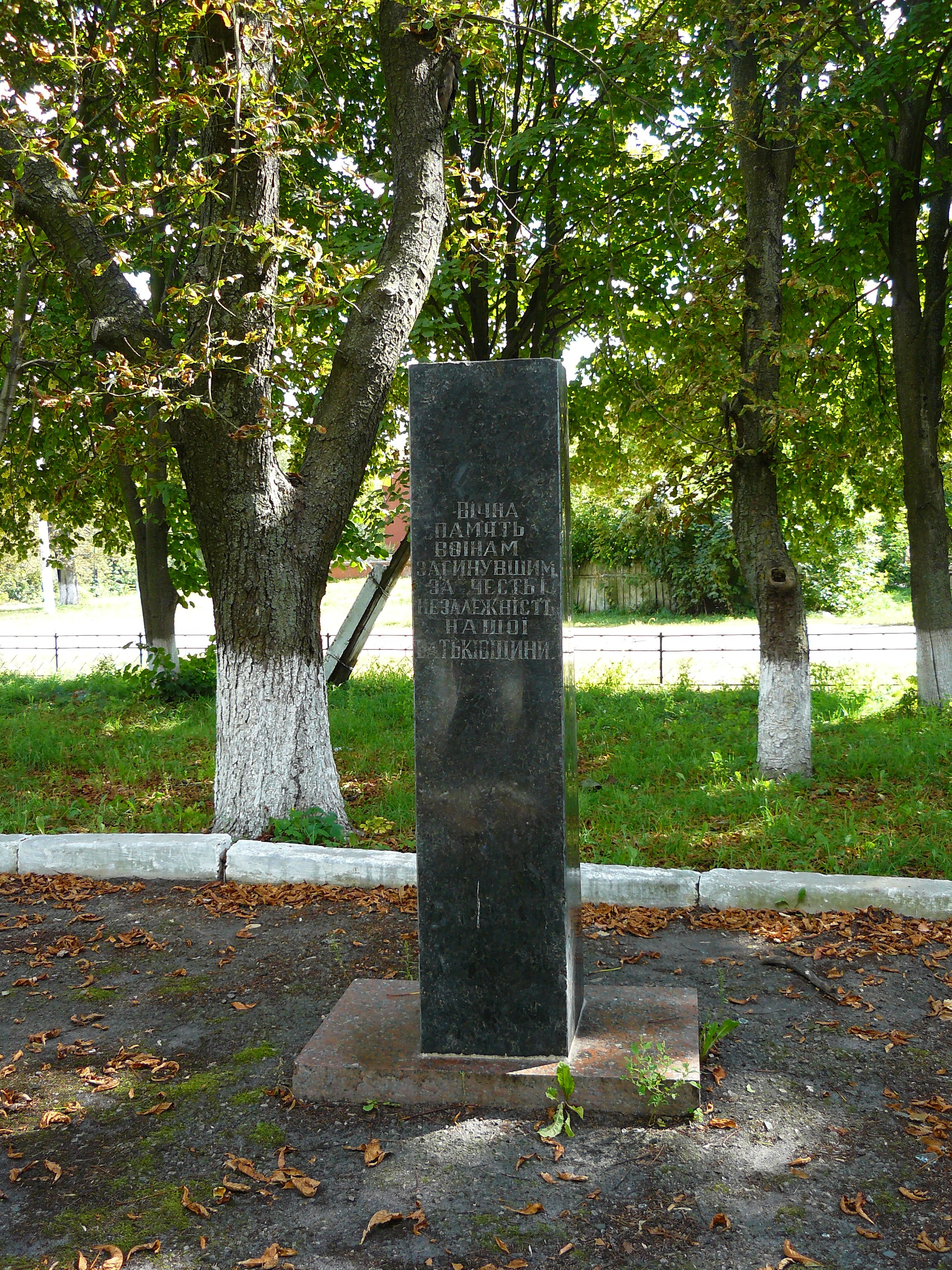
Пам'ятник борцям за незалежність у Рожеві